# Norman Ross
Norman Ross (Portland, 2 de maig de 1896 – Evanston, 19 de juny de 1953) va ser un nadador estatunidenc que es feu famós arran de les seves victòries a cinc competicions durant els Jocs InterAliats del juny del 1919, que se celebraren a Joinville-le-Pont, a prop de París. També va guanyar tres medalles d'or als Jocs Olímpics d'Estiu de 1920 a Anvers.
Va establir tretze rècords mundials i held eighteen U.S. National Championships durant la seva carrera esportiva.
Més tard Ross va treballar a la ràdio a Chicago. Va ser ell qui va patentar el nom de "natació sincronitzada" (en anglès: “synchronised swimming”) mentre comentava una representació de nadadores a la Fira Mundial del 1934 que es va fer a Chicago.
El seu fill, Norman Ross Jr., fou un presentador de ràdio i de tele famós, corporate executive i civic leader a Chicago.